# Кровавый алмаз
«Крова́вый алма́з» (англ. Blood Diamond) — американский политический военный триллер 2006 года, восьмой полнометражный фильм кинорежиссёра и сопродюсера Эдварда Цвика с Леонардо Ди Каприо, Дженнифер Коннелли и Джимоном Хонсу в главных ролях. Название относится к кровавым алмазам, которые добываются в зонах военных действий и продаются для финансирования конфликтов и, таким образом, приносят прибыль полевым командирам и алмазным компаниям по всему миру.
Действие фильма разворачивается во время гражданской войны в Сьерра-Леоне 1991-2002 годов, и в нем изображена страна, раздираемая борьбой между сторонниками правительства и повстанческими силами. В нем также рассказывается о многих зверствах той войны, включая ампутацию повстанцами рук гражданским лицам, чтобы отбить у них охоту голосовать на предстоящих выборах.
Концовка фильма, в которой проводится конференция, посвященная кровавым алмазам, отсылает к исторической встрече, которая состоялась в Кимберли, Южная Африка, в 2000 году. Это привело к разработке системы сертификации в рамках Кимберлийского процесса, целью которой была сертификация происхождения необработанных алмазов с целью пресечения торговли алмазами из зон конфликтов; с тех пор от системы сертификации в основном отказались как от неэффективной.
Фильм получил положительные отзывы, с похвалой в адрес выступлений Ди Каприо и Хонсу. Фильм собрал в мировом прокате 171 миллион долларов и получил 5 номинаций на премию «Оскар», в том числе за лучшую мужскую роль Ди Каприо и лучшую мужскую роль второго плана Хонсу. Ди Каприо получил номинацию на премию «Золотой глобус» за лучшую мужскую роль - драма (также номинировался в том же году в той же категории за фильм Отступники). Кроме того, Ди Каприо и Хонсу были номинированы на 13-ю премию Гильдии киноактёров США в категории Премия Гильдии киноактёров США за лучшую мужскую роль и Премия Гильдии киноактёров США за лучшую мужскую роль второго плана.

## Сюжет
В 1999 году Сьерра-Леоне опустошена гражданской войной. Объединённый революционный фронт терроризирует сельскую местность и порабощает многих местных жителей, чтобы они добывали алмазы, которые финансируют их все более успешные военные усилия. Соломон Ванди, рыбак из племени менде из Шенге, разлучён со своей семьёй и назначен в рабочую силу под надзором капитана Пойзона, безжалостного военачальника.
Во время добычи полезных ископаемых в реке Ванди обнаруживает огромный розовый алмаз. Капитан Пойзон пытается забрать камень, но на территорию внезапно врываются правительственные войска. Ванди закапывает камень, прежде чем его схватят. Ванди и Пойзон заключены в тюрьму во Фритауне вместе с Дэнни Арчером, белым родезийским торговцем оружием и ветераном пограничной войны, заключённым в тюрьму за попытку контрабанды алмазов в Либерию. Алмазы предназначались Рудольфу ван де Каапу, коррумпированному южноафриканскому горнодобывающему руководителю.
Узнав о розовом алмазе в тюрьме, Арчер организует своё и Ванди освобождение. Он отправляется в Кейптаун, чтобы встретиться со своим работодателем: полковником Кутзее, африканером, ранее служившим в Южно-Африканских силах обороны эпохи апартеида (под началом которого Арчер также служил в 32-м батальоне), который теперь командует частной военной компанией. Арчер хочет алмаз, чтобы продать его Ван де Каапу и уйти в отставку, но Кутзее хочет его в качестве компенсации за проваленную контрабандную миссию Арчера. Арчер возвращается в Сьерра-Леоне, находит Ванди и предлагает помочь ему найти его семью, если он поможет вернуть алмаз.
Объединённый революционный фронт захватывает Фритаун, в то время как сын Ванди Диа попадает в плен, чтобы служить в качестве ребёнка-солдата под началом освобождённого капитана Пойзона. Арчер и Ванди едва успевают сбежать в Лунги, где они планируют добраться до Коно с помощью американской журналистки Мэдди Боуэн в обмен на то, что Арчер предоставит доказательства незаконной торговли алмазами. Мэдди помогает Ванди найти его оставшуюся семью в лагере беженцев в Гвинее. В конце концов, трио прибывает в Коно после мучительного путешествия, где Кутзее и его частная армия, нанятая правительством Сьерра-Леоне, готовятся отразить наступление повстанцев.
Пока Мэдди рассказывает свою историю, двое мужчин отправляются в лагерь капитана Пойзона. Диа, находящийся там в гарнизоне Объединённого революционного фронта, сталкивается с Ванди, но, подвергшись промыванию мозгов, отказывается признавать своего отца. Арчер передаёт координаты места Кутзее, который руководит объединённой воздушной и наземной атакой на лагерь. Ванди находит капитана Пойзона и забивает его до смерти лопатой, пока наёмники подавляют защитников Объединённого революционного фронта.
Затем Кутзее заставляет Ванди предъявить алмаз, но его убивает Арчер, который понимает, что Кутзее в конечном итоге убьёт их обоих. Диа недолго держит пару под прицелом, но Ванди с помощью эмоционального монолога с сыном убеждает того опустить пистолет и возобновляет их семейную связь. Все трое бегут на вершину горы, где должен приземлиться самолёт. Преследуемый мстительными наёмниками, Арчер признаётся, что был смертельно ранен. Он понимает, что ему не спастись, а Соломон и Диа тоже погибнут от пуль наёмников — если будут его тащить в гору. Арчер доверяет камень Ванди, говоря ему, чтобы тот отнёс его своей семье. Ванди и его сын встречаются с пилотом Арчера, который увозит их в безопасное место, пока Арчер делает последний телефонный звонок Мэдди; они разделяют последнее прощание, когда он просит её помочь Ванди и даёт ей разрешение закончить свою статью. Арчер любуется прекрасным африканским пейзажем перед смертью, и успевает взять в ладонь горсть земли, на которой он прожил всю жизнь.
Ванди прибывает в Лондон и встречается с представителем Ван де Каап; он обменивает розовый бриллиант на большую сумму денег и воссоединяется со всей своей семьёй. Мэдди фотографирует сделку, чтобы опубликовать её в своей статье о торговле алмазами, разоблачая преступные действия Ван де Каап. Под влиянием публикации Мэдди люди выходят на демонстрацию против «кровавого алмазного картеля» прямо возле офиса Ван де Каап. Ванди появляется в качестве приглашённого докладчика на конференции по «кровавым алмазам» в Кимберли и встречает её овациями стоя.

## В ролях
| Актёр                | Роль                                   |
| -------------------- | -------------------------------------- |
| Леонардо Ди Каприо   | Дэнни Арчер                            |
| Джимон Хонсу         | Соломон Ванди                          |
| Дженнифер Коннелли   | Мэдди Боуэн                            |
| Арнольд Вослу        | полковник Кутзее                       |
| Майкл Шин            | Руперт Симмонс                         |
| Адетокумбох М’Кормак | тренер ОРФ (впервые на широком экране) |
| Мариус Вейерс        | Рудольф ван де Каап                    |

## Производство
Чарльз Ливитт был нанят Warner Bros. в феврале 2004 года, чтобы переписать ранний черновик фильма, тогда называвшегося Окаванго. История застряла в аду разработки на студии на несколько лет, прежде чем продюсеры Пола Вайнштейн и Джиллиан Горфил наконец остановились на истории африканского фермера, оказавшегося втянутым в конфликт между американским контрабандистом и местной организацией по добыче алмазов. Ливитт тщательно изучил алмазную промышленность, прежде чем приступить к написанию сценария, объяснив, что он «всегда был сторонником погружения [себя] в исследования». Он написал фильм, предполагая, что он оскорбит алмазную промышленность, в частности De Beers, и поэтому постарался изобразить отрасль правдиво, понимая, что De Beers и другие мощные горнодобывающие корпорации могут подать на него в суд. Пола Вайнштейн была впечатлена черновиком «Кровавого алмаза» Ливитта, но наняла сценаристов Эда Цвика и Маршалла Херсковица, чтобы переписать его. К тому времени, как он закончил сценарий, Цвик настолько заинтересовался историей, что согласился также стать режиссёром фильма.
Съёмки проходили на натуре в Южной Африке (Кейптаун, Порт-Эдвард), Мозамбике (Мапуту, Гоба) и Лондоне, Англия.

## Релиз

### Отзывы критиков
На Rotten Tomatoes фильм имеет рейтинг одобрения 64% на основе отзывов 214 критиков. Консенсус сайта гласит: «„Кровавый алмаз“ справляется с плохим повествованием благодаря едким комментариям и прекрасной актёрской игре». На Metacritic средневзвешенный балл составляет 64 из 100, основанный на 39 рецензиях, что означает «в целом положительные» отзывы. Зрители, опрошенные CinemaScore, поставили фильму оценку A− по шкале от A до F.
Клаудия Пуч из USA Today дала фильму положительную рецензию, назвав «Кровавый алмаз» «жемчужиной в этом сезоне, полном достойных фильмов». Пуиг также похвалил игру Ди Каприо, назвав её «первым разом, когда юный актёр действительно выглядит как мужчина в фильме». Питер Райнер из The Christian Science Monitor также дал фильму положительную рецензию и, как и Пуиг, похвалил актёрскую игру Ди Каприо: «Ди Каприо великолепен — его работа почти на уровне с его игрой в этом году в «Отступниках»». Уильям Арнольд из Seattle Post-Intelligencer дал фильму положительную рецензию, заявив: «Повествовательные навыки Цвика держат нас в напряжении, а первоклассное качество производства и изобретательное использование локаций (съёмки проходили в Мозамбике) придают фильму захватывающий размах и эпическое развитие». Дэймон Уайз из журнала Empire дал фильму четыре звезды из пяти, заявив: «Великолепная актёрская игра, провокационные идеи и захватывающие боевые сцены становятся жертвами голливудской логики и шаблонного повествования в последний час». Дэвид Эдельштейн из журнала New York обнаружил, что фильм превзошёл его ожидания: «Учитывая, что в фильме нет ни одного сюжетного сюрприза — вы всегда знаете, куда он движется и почему, коммерчески Если говорить откровенно, то дело идёт к этому — удивительно, насколько хорош «Кровавый алмаз». Думаю, это и есть сюрприз». Энн Хорнадей из The Washington Post также похвалила игру Ди Каприо в «Кровавом алмазе» и «Отступниках» (вышедших в том же году), заявив, что он «пережил значительный скачок роста в этом году». В целом она назвала фильм «необычайно умным, захватывающим попкорн-фильмом».
Джеймс Берардинелли из ReelViews дал фильму три звезды из четырёх, заявив: «Леонардо Ди Каприо отлично сыграл свою роль, которая вросла в эту суровую роль, и стал ещё убедительнее после того, как в «Отступниках» он был замечен танцующим на тёмной стороне». Дэна Стивенс из журнала Slate написала: «„Кровавый алмаз“ — это, безусловно, фильм, несущий в себе послание... Но режиссёр Эдвард Цвик настолько мастеровит, что темп не замедляется, сцены погони захватывают, а сцены сражений вызывают тошноту. И если фильм заставит зрителей дважды подумать, прежде чем покупать своим возлюбленным этот с трудом добытый кусок льда на Рождество, тем лучше». Тай Берр из The Boston Globe, оставив положительный отзыв о фильме, заявил: «Как фильм в жанре пропагандистско-развлекательного кино, где гламурные кинозвёзды привлекают наше внимание к бедственному положению менее удачливых, „Кровавый алмаз“ превосходит фильм 2003 года «За гранью» выглядит нелепо, хотя и выглядит резко и очевидно по сравнению с прошлогодним «Преданным садовником».
Пит Вондер Хаар из Film Threat дал фильму неоднозначную оценку, написав: «Это довольно увлекательный боевик, и Цвик не стесняется изображать насилие или ужасы войны, но как социальное высказывание он немного не дотягивает. Да и изумруды, в любом случае, красивее.». Марк Савлов из The Austin Chronicle также дал фильму неоднозначную оценку: «Хотя фильм так и не достигает тех эмоциональных пиков, которые он так явно стремится достичь, фильм Цвика всё ещё достаточно силён, чтобы сэкономить вам трёхмесячную зарплату.». Натан Ли из The Village Voice, как и Вондер Хаар и Савлов, также дал фильму неоднозначную оценку, заявив, что «De Beers может расслабиться; Единственное возмущение, которое вызовет «Кровавый алмаз», будет вызвано не теми, кто беспокоится о происхождении своих драгоценностей, а зрителями, возмущёнными поверхностной политикой и плохим повествованием». Скотт Тобиас из The A.V. Club дал фильму оценку C: «Как и «Слава» Цвика и «Последний самурай», «Кровавый алмаз» стремится быть важным фильмом, при этом избегая по-настоящему провокационного и художественного риска». Мик ЛаСалль из San Francisco Chronicle дал фильму отрицательную рецензию, утверждая, что «режиссёр Эдвард Цвик пытался снять отличный фильм, но где-то в процессе он забыл снять хороший».

### Кассовые сборы
«Кровавый алмаз» вышел в прокат 8 декабря 2006 года в США и Канаде в 1910 кинотеатрах. В первые выходные фильм занял 5-е место, собрав 8 648 324 доллара США, при средней кассе в 4527 долларов США на кинотеатр. Пятидневные сборы фильма составили 10 383 962 доллара США.
Во вторые выходные фильм опустился на 7-е место, собрав 6 517 471 доллар США, что на 24,6% меньше, чем в первые выходные, и собрав в среднем 3412 долларов США на кинотеатр. К третьим выходным он опустился ещё сильнее, заняв 12-е место и собрав 3 126 379 долларов США, при средней кассе в 1628 долларов США на кинотеатр.
«Кровавый алмаз» собрал в прокате 57 377 916 долларов в США и Канаде и 114 029 263 доллара за рубежом. В общей сложности фильм собрал в прокате по всему миру 171 407 179 долларов.

## Награды и номинации
- 2008 — номинация на премию «Грэмми» за лучший альбом-саундтрек (Джеймс Ньютон Ховард)
- 2007 — 5 номинаций на премию «Оскар»: лучшая мужская роль (Леонардо Ди Каприо), лучшая мужская роль второго плана (Джимон Хонсу), лучший монтаж (Стивен Розенблюм), лучший звук (Энди Нельсон, Анна Белмер, Айвэн Шаррок), лучший звуковой монтаж (Лон Бендер)
- 2007 — номинация на премию «Золотой глобус» за лучшую мужскую роль — драма (Леонардо Ди Каприо)
- 2007 — 3 номинации на премию «Выбор критиков»: лучший фильм, лучшая мужская роль (Леонардо Ди Каприо), лучшая мужская роль второго плана (Джимон Хонсу)
- 2007 — 2 номинации на премию Гильдии киноактёров США: лучшая мужская роль (Леонардо Ди Каприо), лучшая мужская роль второго плана (Джимон Хонсу)
- 2006 — номинация на премию «Спутник» за лучшую мужскую роль — драма (Леонардо Ди Каприо)
- 2006 — премия Национального совета кинокритиков США за лучшую мужскую роль второго плана (Джимон Хонсу), а также попадание в десятку лучших фильмов года

## Саундтрек
Саундтрек к фильму под названием «Blood Diamond» был создан композитором Джеймсом Ньютоном Ховардом.

### Список композиций
1. Blood Diamond Titles  (1:32)
2. Crossing the Bridge  (1:41)
3. Village Attack  (1:52)
4. RUF Kidnaps Dia  (3:02)
5. Archer & Solomon Hike  (1:55)
6. Maddy & Archer  (1:56)
7. Solomon Finds Family  (2:09)
8. Fall of Freetown  (4:45)
9. Did You Bury It?  (1:36)
10. Archer Sells Diamond  (1:40)
11. Goodbyes  (2:40)
12. Your Son is Gone  (1:21)
13. Diamond Mine Bombed  (4:31) )
14. Solomon’s Helping Hand  (1:11)
15. G8 Conference  (2:36)
16. Solomon & Archer Escape  (2:12)
17. I Can Carry You  (1:30)
18. Your Mother Loves You  (2:24)
19. Thought I’d Never Call?  (3:56)
20. London  (2:38)
21. Solomon Vandy  (2:11)
22. Ankala  (4:12)
23. Baai  (4:37)
24. When Da Dawgs Come Out to Play (Album Version)  (3:19)